# Mechtersen
Mechtersen est une commune allemande de l'arrondissement de Lunebourg, Land de Basse-Saxe.

## Géographie
Le sol du territoire est plein d'humus et de marne utilisé pour améliorer les sols acides. Grâce à son emplacement sur la vallée de l'Elbe, il se situe entre les marais maritimes et le geest. La commune se trouve au nord de la lande de Lunebourg.
Alors qu'elle reste une commune vivant de l'agriculture, elle devient une cité résidentielle près de Hambourg appréciée pour cette raison.
|                   | Radbruch    |          |
| Dachtmisser Bruch | Mechtersen  | Vögelsen |
| Kirchgellersen    | Reppenstedt |          |

## Histoire
La première mention du village date du 21 mai 1158, quand l'évêque Hermann de Verden décide de la dîme en la partageant deux tiers aux chanoines et un tiers au prévôt à Bardowick.
Lorsque Johann et Lambert von Mechtersen meurent en 1300, leurs biens reviennent au stift de Bardowick. Par ailleurs, la famille von Meding possède plusieurs domaines jusqu'en 1844. Au XVIe siècle et début XVIIe siècle, Mechtersen fait partie du vogt de Radbruch. En 1780, une école ouvre avec comme professeur Martin Röder.
Durant les guerres napoléoniennes, Mechtersen connaît d'importants passages des troupes, ce qui est la cause de quelques troubles dont se plaignent les habitants.

## Culture
Il y a à Mechtersen une vieille tradition à la Pentecôte, l'arbre de la Pentecôte ("Pfingstbaumpflanzen"). Le vendredi avant la Pentecôte, les jeunes du village prennent des feuilles de chêne pour en faire une guirlande et une couronne pour qu'elles soient suspendues avec une bouteille remplie de graines. De plus, de jeunes bouleaux sont abattus. Le samedi matin, la guirlande est suspendue au-dessus de l'entrée du village entre deux bouleaux. Ceux qui veulent passer doivent donner une obole. Dans l'après-midi, des arbres de la Pentecôte sont donnés aux villageois (un par maison). Les jeunes reçoivent une pièce ou un verre d'alcool. Au bout d'une semaine, la guirlande est enlevée et les arbres peuvent être retirés des maisons.
Chaque samedi avant le mercredi des Cendres, les Frères de Mechtersen fêtent Mardi gras. Dans leurs déguisements, ils distribuent de l'argent et à boire.

## Infrastructure
Au XVIIe siècle, Mechtersen était un relais de poste entre Lunebourg et Hambourg. La commune se situe sur la ligne de Wittenberge à Buchholz, ouverte en 1875 et fermée un siècle après.

## Source, notes et références
- (de) Cet article est partiellement ou en totalité issu de l’article de Wikipédia en allemand intitulé « Mechtersen » (voir la liste des auteurs).